# Торме, Мел
Мелвин Говард «Мел» Торме́ (англ. Melvin Howard «Mel» Tormé; 13 сентября 1925, Чикаго — 5 июня 1999, Лос-Анджелес) — американский джазовый певец, барабанщик и пианист. Известен как автор песни The Christmas Song (рус. «Рождественская песня»), написанной в 1946 году.

## Биография
Родился в чикагском Саут-Сайде в семье еврейских иммигрантов по фамилии Торма, приехавших в Америку из России и из-за орфографической ошибки канцелярского работника иммиграционной службы ставших Торме. Уже с четырёх лет профессионально пел в оркестре «Кун-Сандерс». В восемь лет начал играть в водевильных радиоспектаклях, в тринадцать написал свою первую песню; в начальной школе также начал учиться игре на барабанах. В 1944 году окончил высшую школу, за год до этого начав гастролировать по стране с группой Чико Маркса; в восемнадцать лет впервые снялся в художественном музыкальном фильме и тогда же создал собственный квинтет. Первую запись песни на профессиональной студии сделал в 1949 году, первый концертный альбом записал в 1954, за последующие два года записав семь альбомов джазового вокала.
В середине 1960-х годов практически перестал выступать, но в конце 1970-х вернулся на сцену; в 1982 и 1983 годах получил две премии Grammy как лучший джазовый вокалист, продолжал выступать до 1996 года, записав целый ряд альбомов и выступая вместе со многими известными музыкантами. Был большим приверженцем классической музыки. Всего за жизнь написал более 300 песен и пять книг (в том числе автобиографию).

### В кино
- Выше и выше / Higher and Higher, 1943. Режиссёр Тим Уилан / Tim Whelan
- Голый пистолет 2 1/2: Запах страха / The Naked Gun 2½: The Smell of Fear (1991; США) режиссёр Дэвид Цукер — играет самого себя.
- Скользящие (сезон 2, серия 10) — играет самого себя.